# 이시바 요시코
이시바 요시코(石破佳子, 이시바 요시코, 성: 나카무라, 1956년 8월 26일 ~ )는 현 일본 총리 이시바 시게루의 배우자이다. 이전에 마루베니에서 근무했다.

## 생애
이시바는 도쿄에서 쇼와 덴코의 직원인 나카무라 아키라의 둘째 딸로 태어났다.
중학교와 고등학교가 통합된 조시가쿠인 중학교에 다녔다. 고등학교를 졸업한 후, 법학을 공부하기 위해 게이오기주쿠 대학에 다녔다. 대학을 졸업한 후 마루베니에 입사했다. 1983년 이시바 시게루와 결혼해 슬하에 두 딸을 두고 있다.
2024년 10월 1일, 남편이 2024년 일본 자유민주당 총재 선거에서 승리하여 일본의 제102대 총리가 되면서 일본의 영부인이 되었다.